# يان هالبن
يان هالبن (بالإنجليزية: Ian Halpin)‏ هو منافس ألعاب قوى أسترالي، ولد في 20 أبريل 1993.

## وصلات خارجية
- يان هالبن على موقع الاتحاد الدولي لألعاب القوى (الإنجليزية)
- يان هالبن على موقع النتائج التاريخية لألعاب القوى الأسترالية (الإنجليزية)